# Émile Vernon
Émile Vernon, född 14 mars 1872 i Blois, död där 31 januari 1920, var en fransk konstnär. Han var elev till William Bouguereau och verkade inom akademismen. Vernon specialiserade sig på målningar av kvinnor.

## Bilder

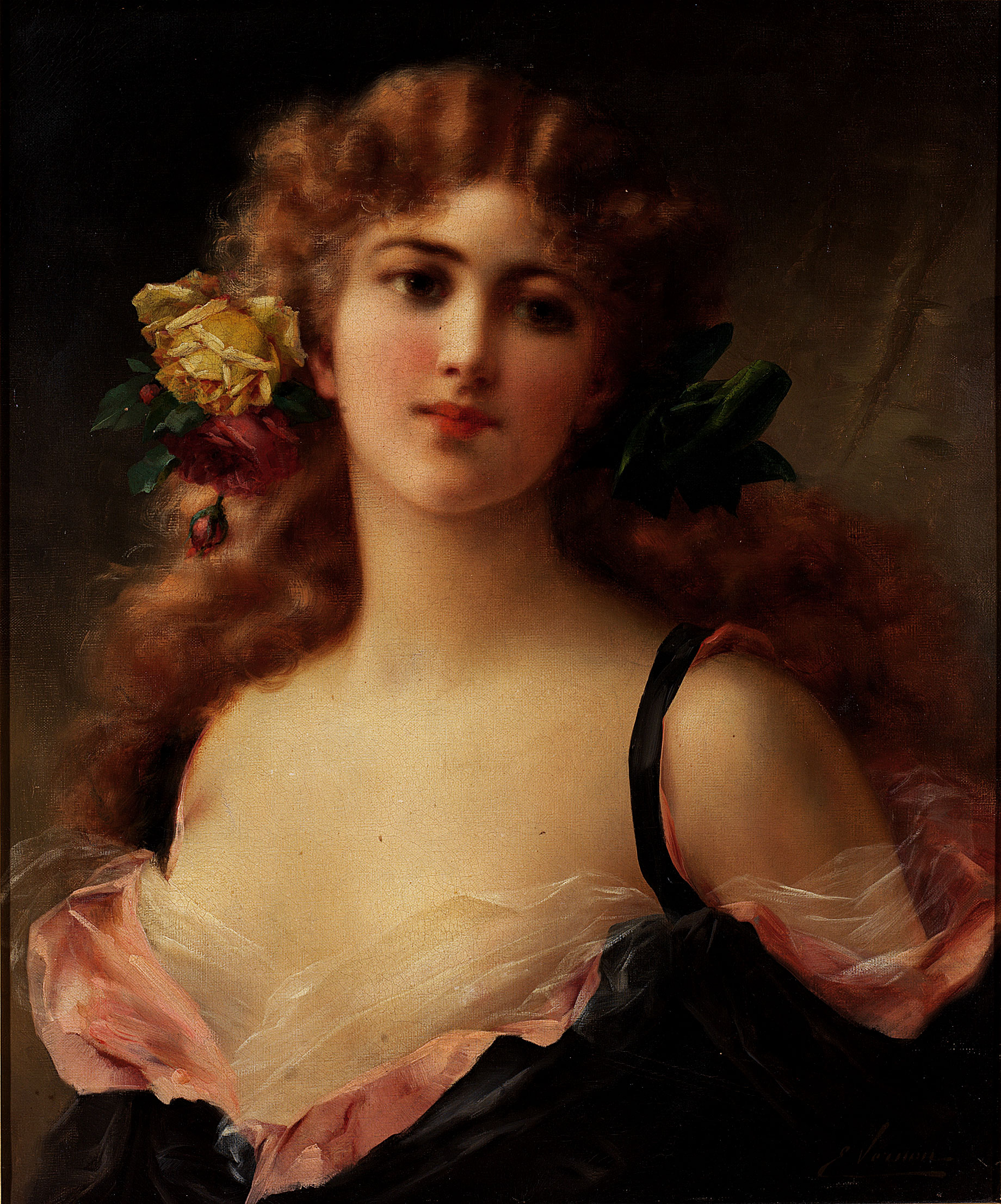
Vacker som morgonen.
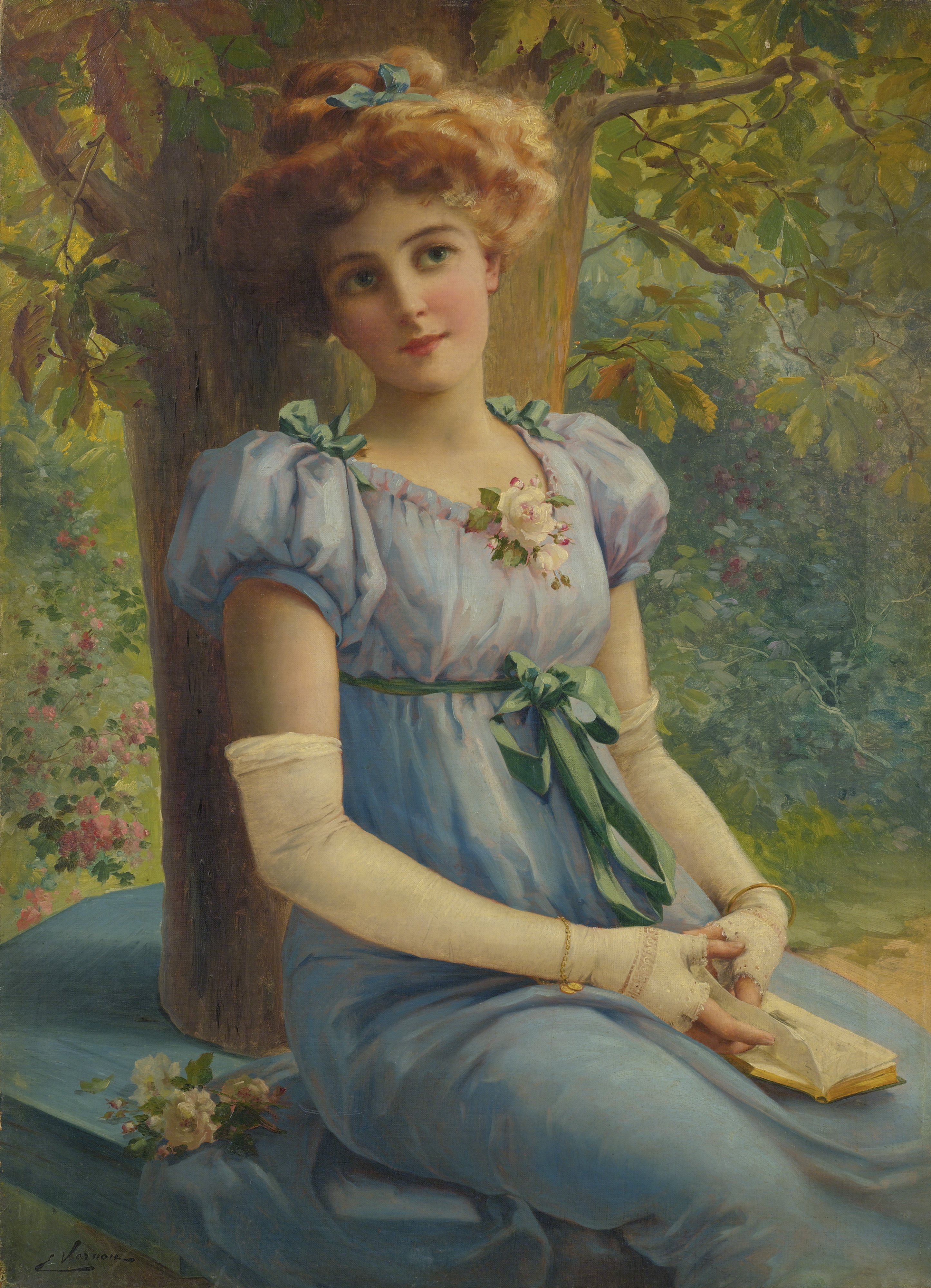
En ljuv blick.
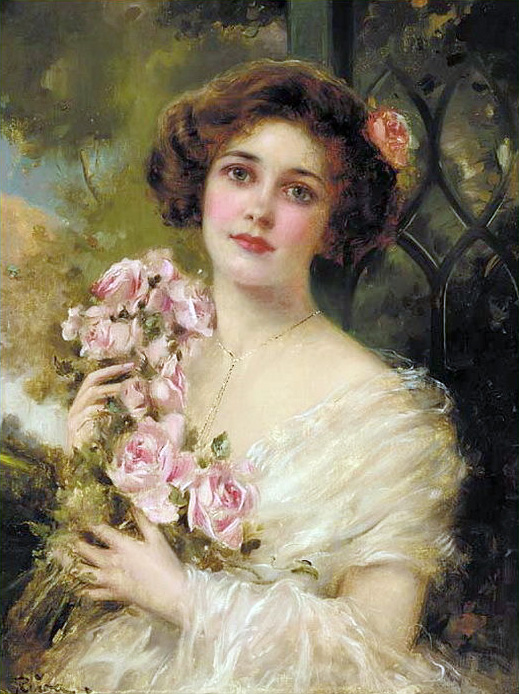
Ung flicka med rosor.
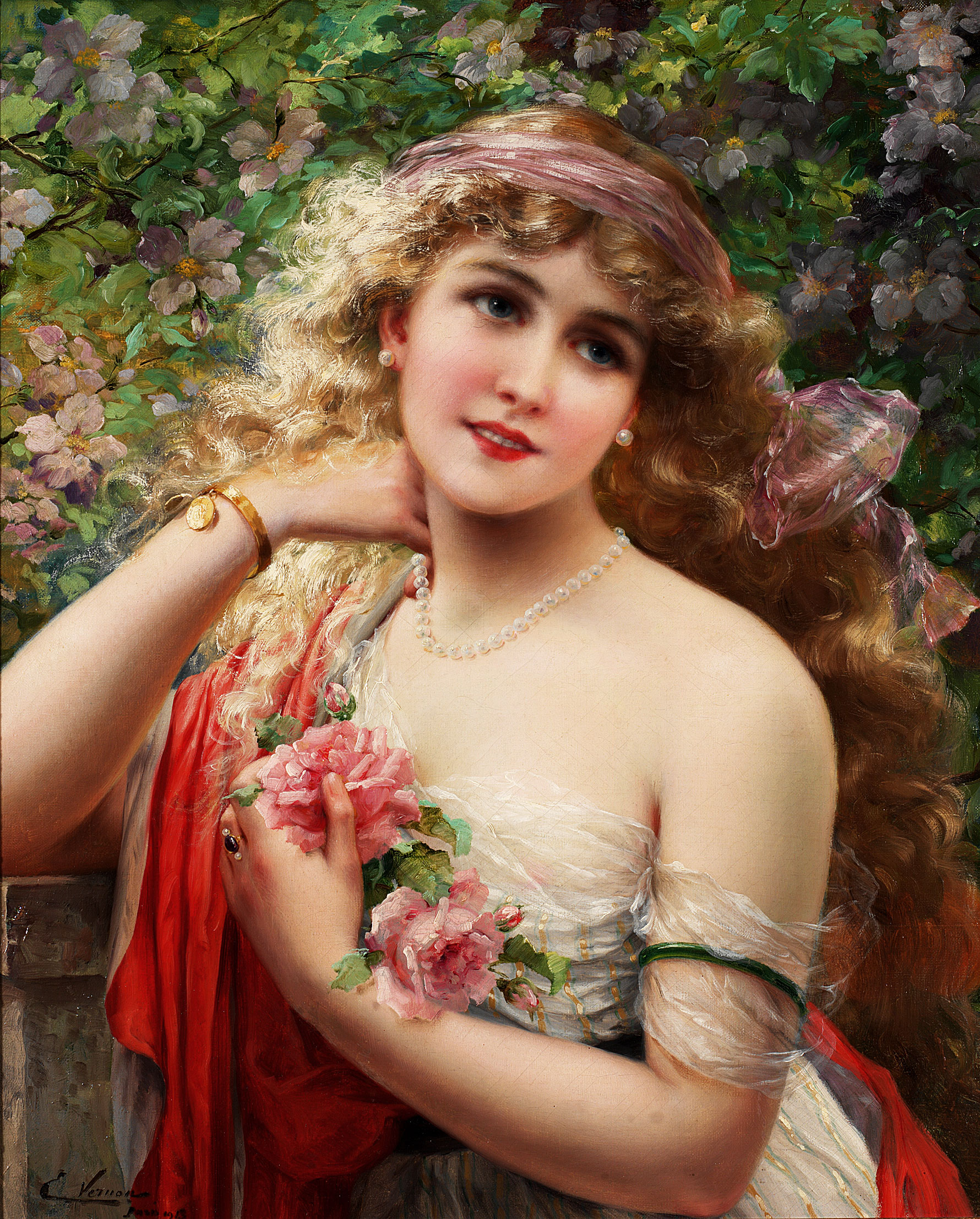
Våren.
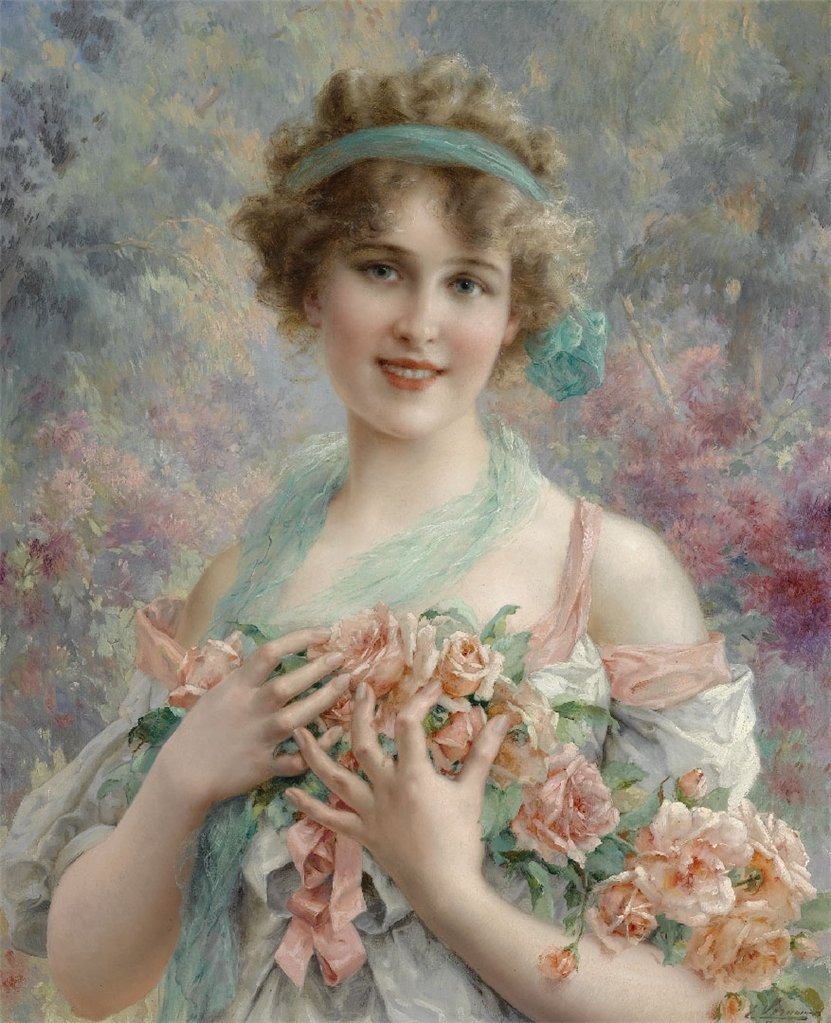
Ung kvinna bland blommor.
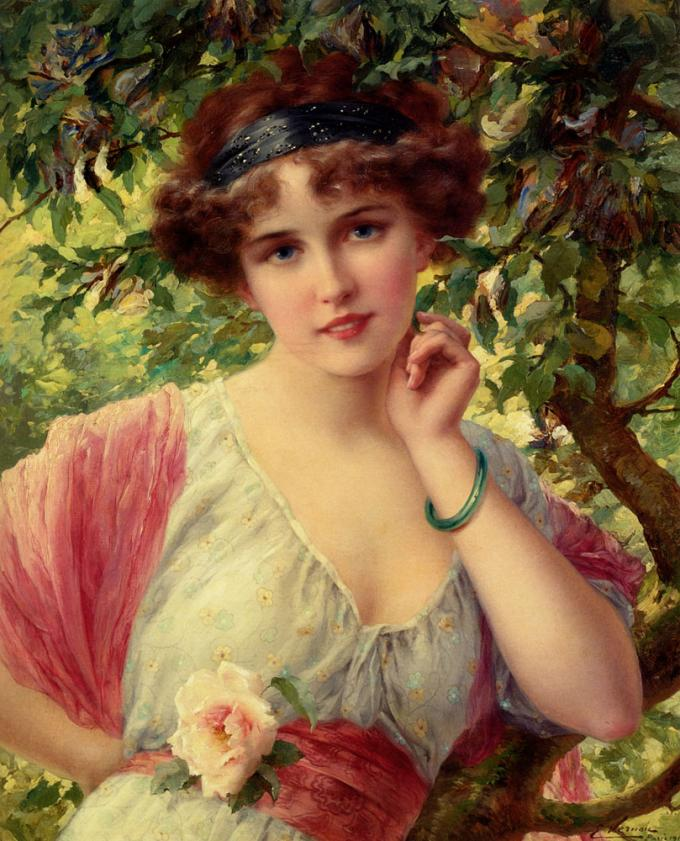
Sommarrosen.